# Kamisunagawa (cràter)
Kamisunagawa és un cràter de l'asteroide del tipus Apol·lo, Itokawa, situat amb el sistema de coordenades planetocèntriques a -28 ° de latitud nord i 45 ° de longitud est. Fa un diàmetre de 0.01 km. El nom va ser fet oficial per la UAI el 18 de febrer de 2009 i fa referència a Kamisunagawa, ciutat de l'illa de Hokkaidō (Japó) on s'hi troba una instal·lació de proves de microgravetat.